# Industrias Salvador

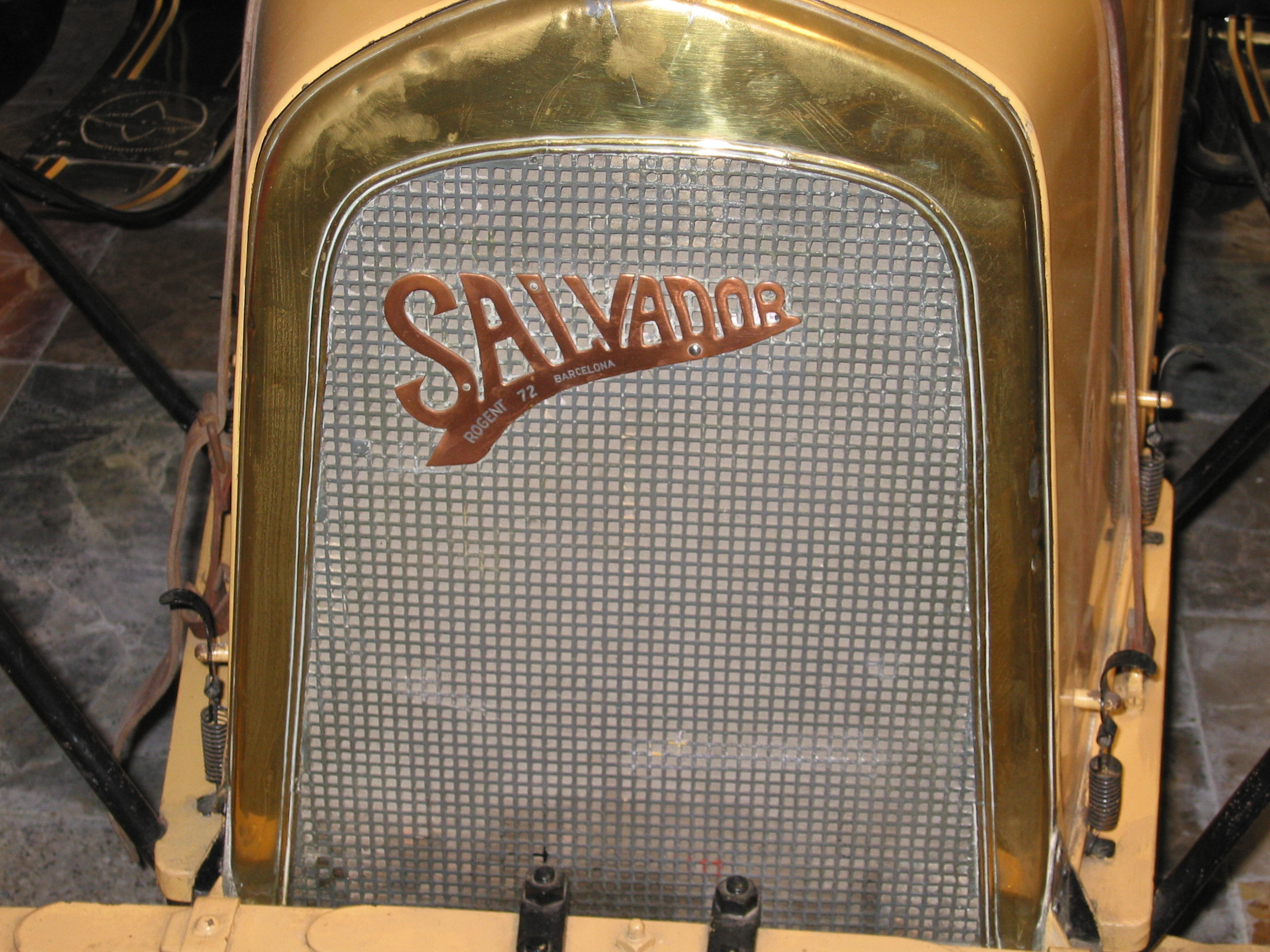
Emblem von Salvador

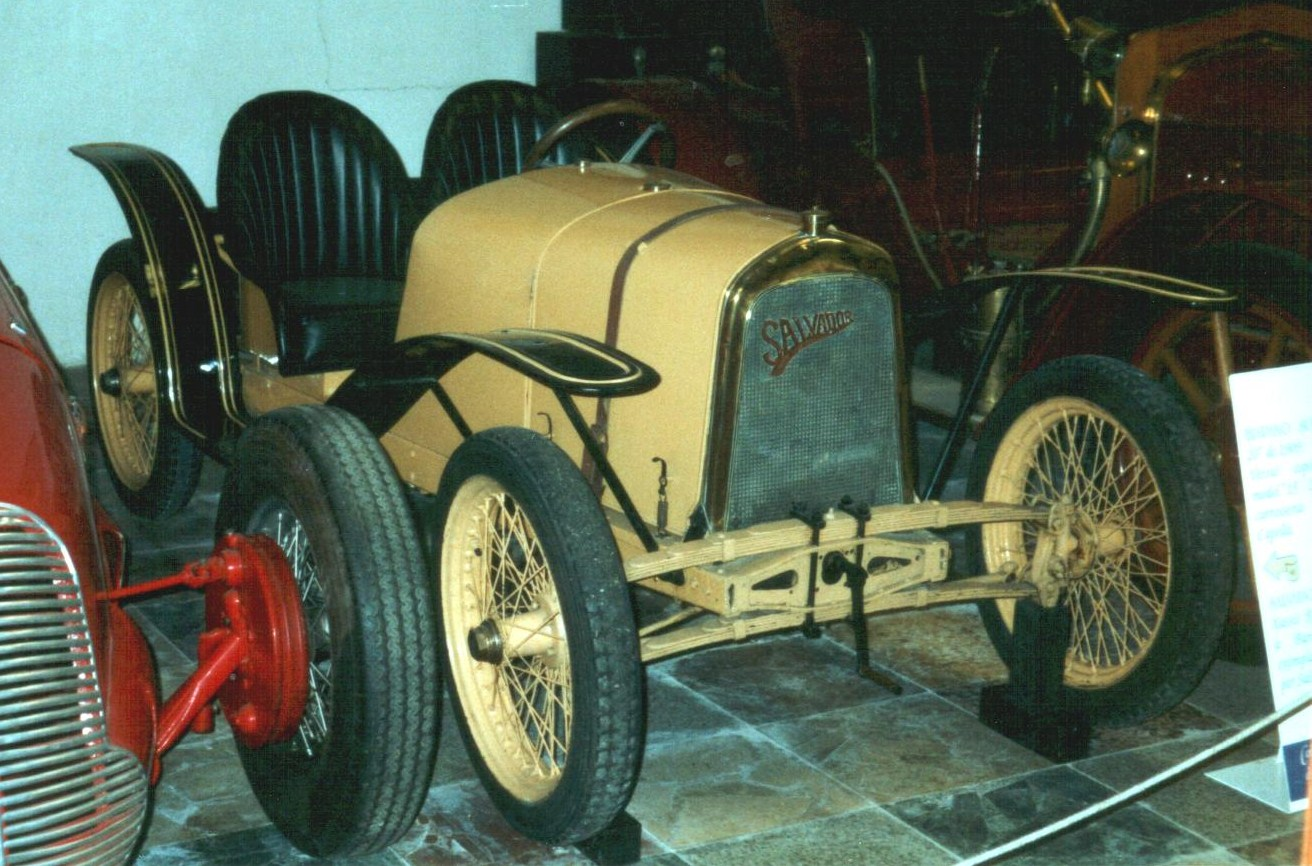
Salvador von 1922

Salvador war ein spanischer Hersteller von Motorrädern und Automobilen.

## Unternehmensgeschichte
Das Unternehmen Industrias Salvador von Salvador Grau Just aus Barcelona, das bisher nur Motorräder fertigte, begann 1922 auch mit der Produktion von Automobilen. Im gleichen Jahr wurde die Produktion bereits wieder eingestellt.

## Fahrzeuge
Das einzige Modell war ein Cyclecar. Es war mit einem V2-Motor von M.A.G. mit 992 cm³ Hubraum ausgestattet. Die offene Karosserie bot Platz für zwei Personen.
Ein Fahrzeug dieser Marke ist im Automuseum Collecció d’Automòbils de Salvador Claret in Sils zu besichtigen.